# هنر مسیحی

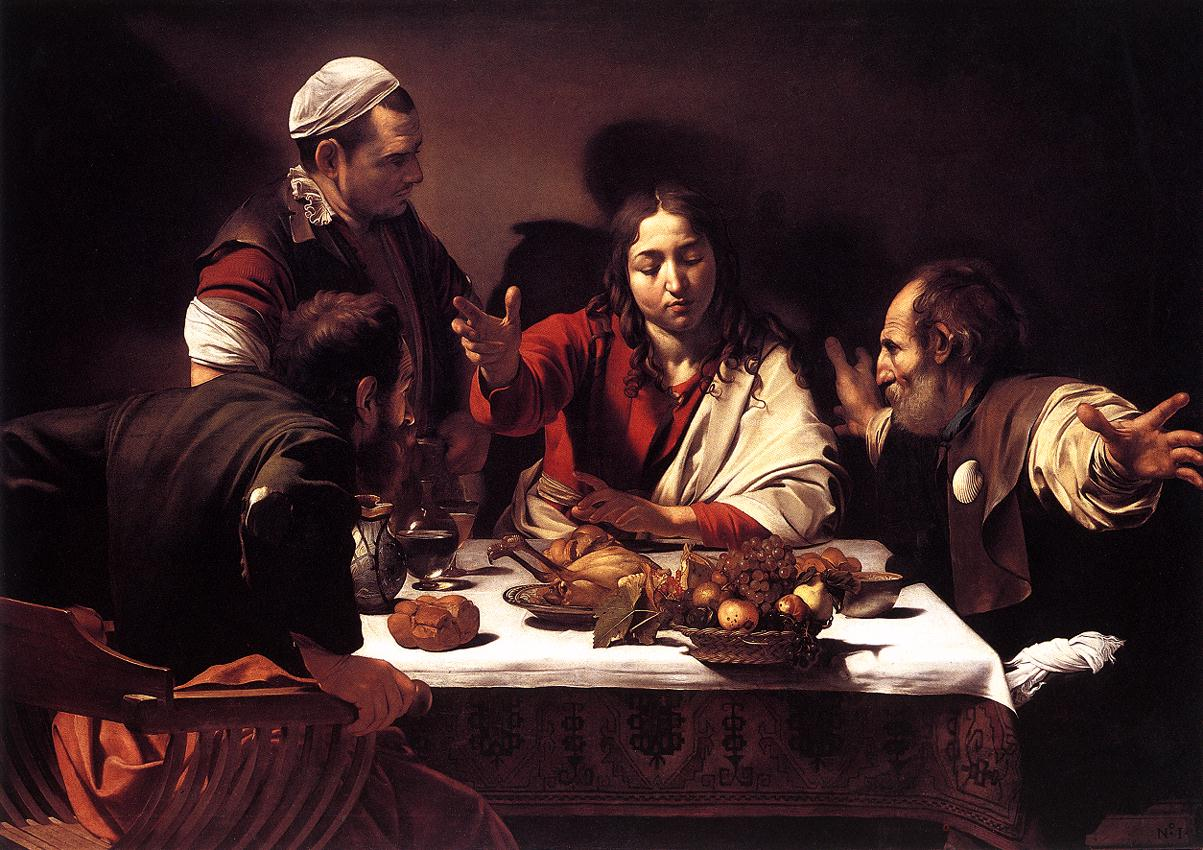
شام در عمواس اثر کاراواجو

هنر مسیحی (به انگلیسی: Christian art) به هنر دوران اروپایی پس از مسیحیت تا پیش از رنسانس اطلاق می‌شود. مسیحیت در ابتدا در روم باستان ممنوع بود؛ بنابراین مسیحیان در کاتاکومب‌ها نقاشی‌های خود را می‌کشیدند.

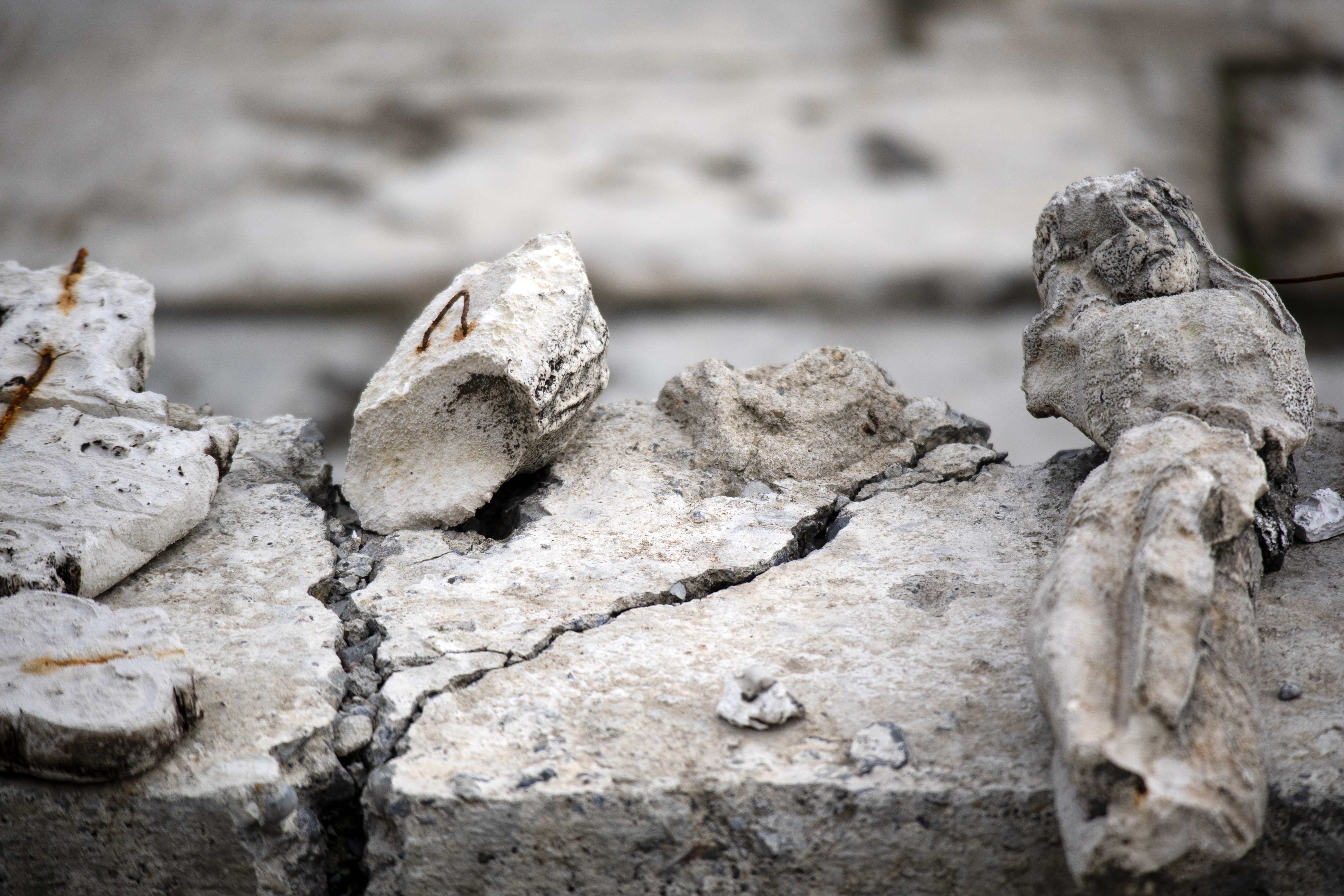
مصالح یک کلیسای قدیمی در تفلیس پایتخت گرجستان

پس از رسمی شدن مسیحیت توسط کنستانتین در اویل قرن ۴ میلادی، شهر بیزانس به کنستانتینیه یا قسطنطنیه تغییر نام دارد. از این تاریخ هنر مسیحی رسمیت یافت. صد سال پس از رسمیت مسیحیت، روم شرقی و غربی از یکدیگر جدا شدند. روم شرقی قدرت یافت، اما روم غربی (با پایتختی راوانا) تحت هجوم اقوام مختلف رو به ضعف نهاد. هنر بیزانس متأثر از هنر یونان و هنر شرق بود. باسیلیکا یا کلیساهای مستطیل شکلی ساخته شد. کلیسای سن پیترو از جمله این کلیساها بود که از آن چیزی باقی نمانده‌است. ابتدا نقاشی دیواری و سپس موزائیک‌کاری رواج یافت. به دلیل مخالفت مسیحیت، تندیس‌های کمی ساخته شد. اما نقش برجسته‌ها با عمق کم و مقیاس‌های کوچک جای آن را گرفتند. حکاکی و کنده کاری روی اشیاء مثل تابوت، میز و جلد کتاب‌ها رواج یافت. دورهٔ اوج هنر بیزانس در زمان امپراتور ژوستی‌نین در سدهٔ ششم است. در این دوران راوانا توسط روم شرقی فتح شد و کلیسای بسیار مهم سن ویتاله در این شهر بنا شد. موزائیک‌های امپراتور ژوستی‌نین و ملازمان و ملکه تئودورا و ملازمان از مهم‌ترین موزائیک‌های رومی در این کلیساست. در این دوران کلیسای سانتا صوفیه نیز در قسطنطنیه بنا شد. از کلیساهای مهم دیگر بیزانسی می‌توان به هوسیوس لوکاس در یونان و کلیسای سن مارک در ونیز اشاره کرد. در قرن ۸ میلادی شمایل‌شکنان به رهبری پادشاه هرگونه نقاشی را ممنوع ساختند و در قرن ۹ میلادی دوباره شمایل‌پرستان پیروز شدند. در سدهٔ یازدهم دومین عصر طلایی هنر مسیحی آغاز شد. آخرین دورهٔ شکوه هنر بیزانسی در قرن چهاردهم و قبل از شکست و فروپاشی بیزانس توسط ترکان عثمانی است.

## فهرست منابع
- مرزبان، پرویز، خلاصة تاریخ هنر، انتشارات علمی و فرهنگی، ۱۳۸۳
- پاکباز، رویین، دایرةالمعارف هنر، واحد پژوهش فرهنگ معاصر، ۱۳۸۶
- ذکرگو، امیر حسین و دیگران، سیر هنر در تاریخ، انتشارات مدرسه، ۱۳۸۲

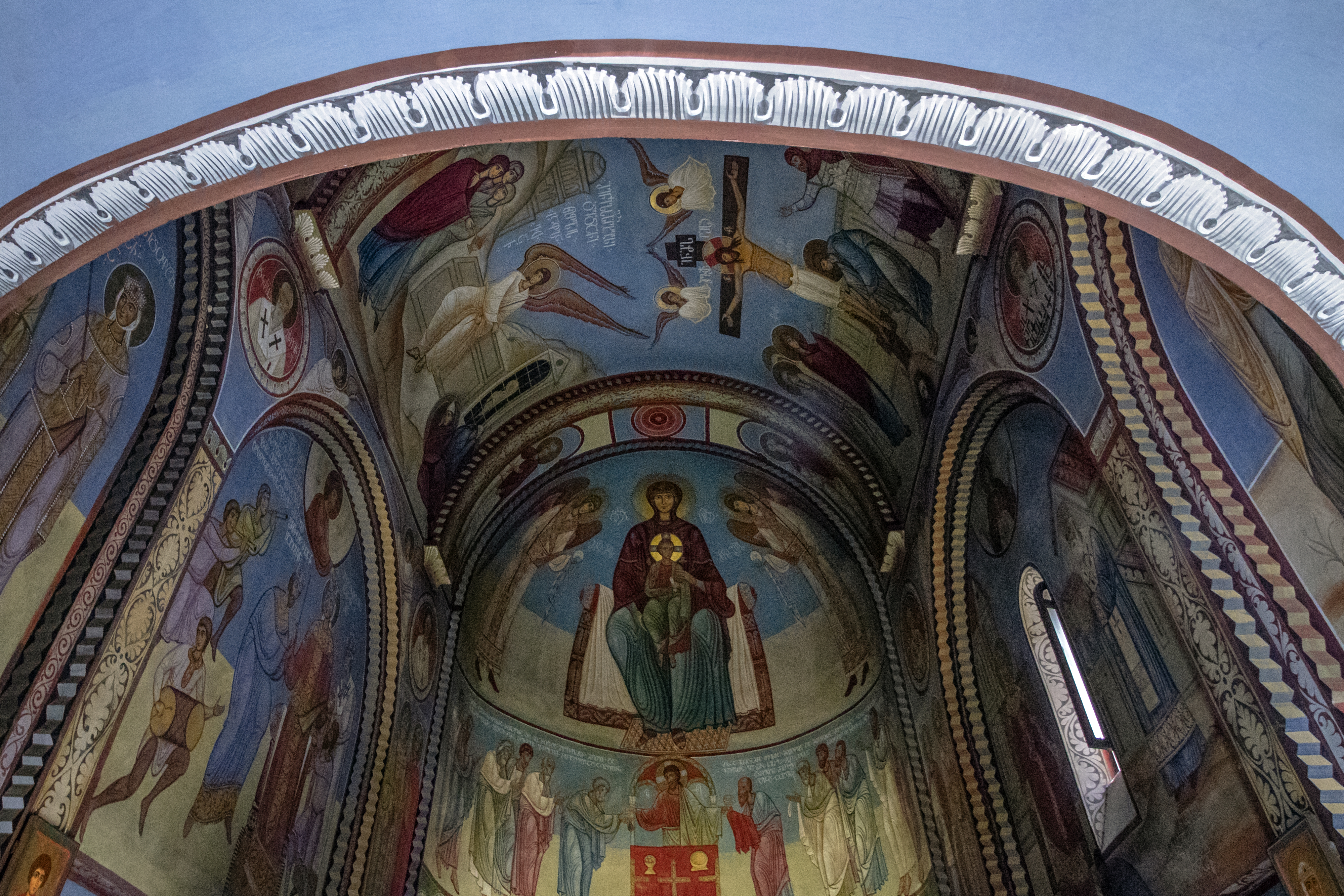
نقاشی‌های قدیمی یک کلیسای اورتودکس در شهر تفلیس گرجستان
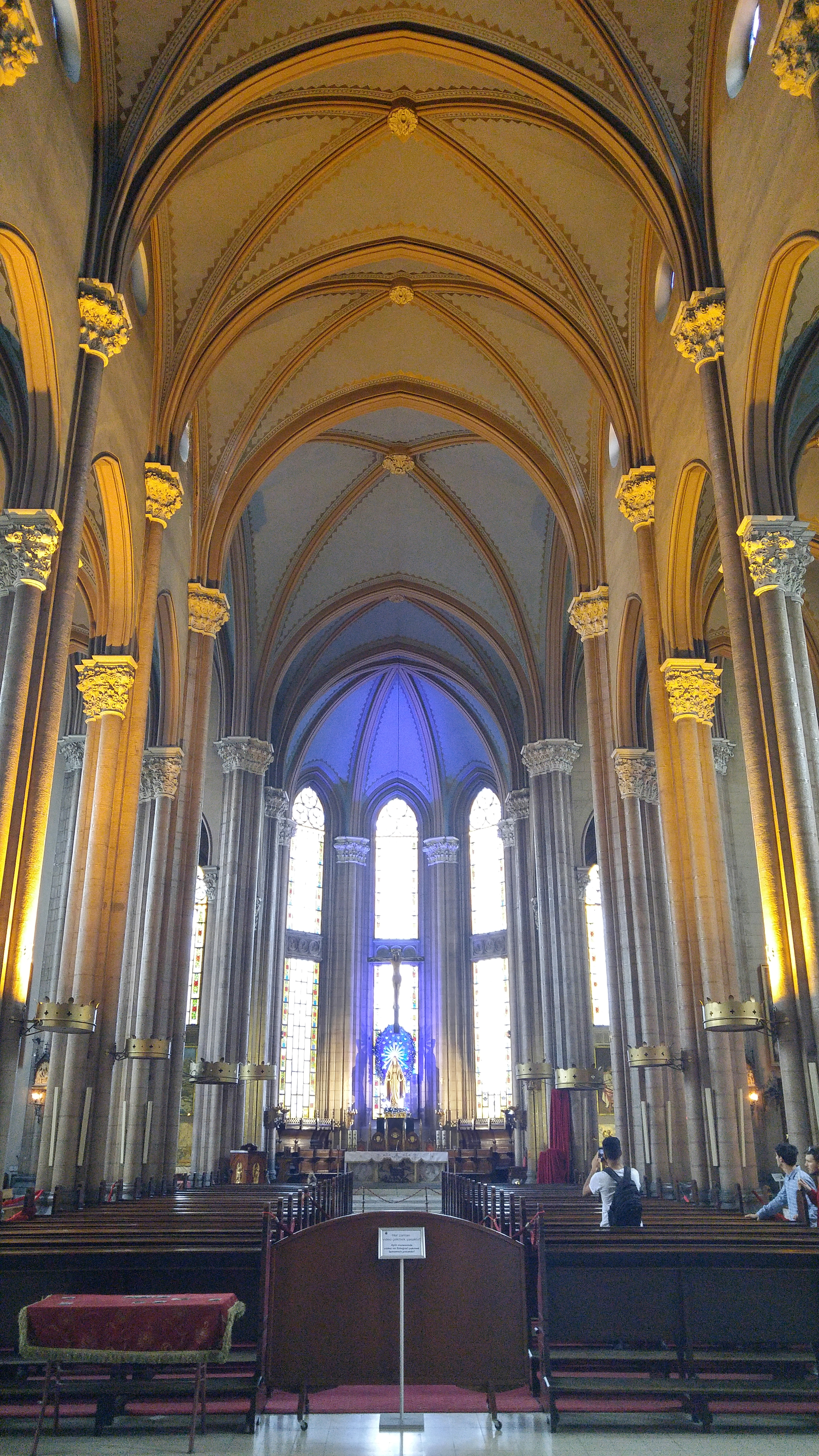
معماری داخلی یک کلیسا در استانبول ترکیه